# Panaretella minor
Panaretella minor är en spindelart som beskrevs av Lawrence 1952. Panaretella minor ingår i släktet Panaretella och familjen jättekrabbspindlar. Inga underarter finns listade i Catalogue of Life.